# Bleiben oder Gehen
Bleiben oder Gehen ist das vierte Album der deutschen Punkband Feine Sahne Fischfilet, das am 23. Januar 2015 auf dem Label Audiolith als LP, CD und Download erschienen ist. Wie beim vorherigen Album Scheitern und Verstehen fand die Release-Party auf der Burg Klempenow statt.

## Hintergrund
Bleiben oder Gehen ist das zweite Album der Band, das auf dem Independent-Label Audiolith Records erschien. Das Album wurde von Thorsten Otto produziert, der schon für die Produktion des Beatsteaks-Albums Limbo Messiah verantwortlich war. Die Arbeiten an dem Album dauerten etwa ein Jahr an.
Vorbote des Albums war im November 2014 das Video zu Für diese eine Nacht, den späteren Opener des Albums. Regie führte Aron Krause. Das Video zeigt jüngere Versionen der Band als jugendliche Gang. Die dazugehörige Single erschien am 18. Dezember 2014 als 7’’ mit einem Remix des Liedes von The Glitz.
Am 16. Januar 2015, eine Woche vor dem Releasetermin erschien dann das Video zu Ich glaube dir (Regie: Max Gleschinski).

## Coverartwork
Das Cover, ein Ölbild von LuisFe, zeigt Sänger Jan „Monchi“ Gorkow und Kai „Champ“ Irrgang als Jugendliche vor einer Dorffassade. Kai Irrgang sitzt auf einem Fahrrad.

„Dazu passt ja auch unser erstes Video zu Für diese eine Nacht, in dem unsere kleinen Brüder, Neffen und Bekannten jüngere Versionen von uns selbst spielen. Davon sind zwei auf dem Cover gelandet, einmal der Bruder von unserem Bassisten und ein Junge aus meinem Kiez, der einfach so aussieht wie ich und mit dem ich öfters abhänge. Für das Cover sind wir nach Grimmen im tiefsten Vorpommern gefahren, weil wir wussten, da gibt es so eine geile, alte, abgefuckte Straße und haben da ein Foto geschossen. Danach hat ein Freund von uns, Felipe, dieses Ölgemälde gemalt. Ich bin nicht so der Kunsttyp, deswegen habe ich gar keinen Bezug dazu, aber ich fand es megakrass – er hat 240 Stunden daran gearbeitet.“

„Die Idee war, das mal widerzuspiegeln: Eine Jugend auf dem Dorf. Da hat man das Thema „Bleiben oder gehen?“ einfach vor Augen gehabt. Viele Freunde sind gegangen, sind weggezogen oder Freundschaften haben sich aufgelöst.“

## Titelliste
1. Für diese eine Nacht – 3:24
2. Wut – 3:45
3. Glitzer im Gesicht – 3:08
4. Lass uns gehen – 3:54
5. 48 Knoten – 3:34
6. Warten auf das Meer – 4:41
7. Ich glaube dir – 3:19
8. Solange es brennt – 4:45
9. Es bleibt beim Alten – 3:34
10. Nur Applaus – 2:56
11. Ruhe – 3:44
12. Am Ende – 3:16

## Stil
Musikalische Grundlage ist, wie in den Alben zuvor, der Punkrock. Zudem sind in einigen Liedern auch Trompeten zu hören. Ein dezenter Ska-Einfluss findet sich in den einzelnen Liedern wieder. Wut beinhaltet außerdem zum ersten Mal einen Rap-Part. Die Texte beschreiben die Entscheidung und den Konflikt in der Provinz zwischen Aufbrechen und Kontinuität. Damit stellt sich die Frage nach dem „Bleiben oder Gehen“, in Anlehnung an Should I Stay Or Should I Go von The Clash, was mehrfach zitiert wird. Einige der Texte sind betont politisch gehalten. Ihrem Selbstverständnis nach eine antifaschistische Band, die unter anderem auf Solidaritätskonzerten für ermordete Antifa-Anhänger in Moskau auftritt, wenden sich einige Texte gegen das Machtmonopol des Staates und gegen Abschiebung. Im Vergleich zum Vorgängeralbum trat das Politische jedoch etwas zurück. Die restlichen Texte befassen sich mit Freundschaft und Liebe sowie der Perspektivlosigkeit auf dem Land. Einige Texte sind sehr persönlich gehalten, wie in dem Lied Warten auf das Meer mit dem Tod eines engen Freundes befasst.

## Erfolg
Das Album erreichte Platz 21 der deutschen Albumcharts.